# 地球防衛軍シリーズ
地球防衛軍シリーズは、 ディースリー・パブリッシャーから発売された3Dアクションシューティングを中心に様々なジャンルからなる一連の作品群。ナンバリングタイトルの開発はサンドロットが担当し、その他のスピンオフ作品やアプリゲームの開発は別会社が担当する。バカゲーとして紹介されることもある。

## 概要
プレイヤーは地球防衛軍（EDF）の兵士となり、宇宙からの侵略者に対する戦いに身を投じる。敵となる異星体は一様に巨大かつ大群で、昆虫に酷似した巨大生物や巨大怪獣、巨大ロボット兵器などが登場する。プレイヤーが選択できる武器の種類は豊富で『THE 地球防衛軍』の時点で100種類を超え、『地球防衛軍5』では1000種類を超える。
当初は廉価ソフトシリーズのSIMPLEシリーズ作品として発売され、タイトルも他のSIMPLEシリーズ同様に「THE」を付けた『THE 地球防衛軍』とされていたが、『地球防衛軍3』からは独立したフルプライス作品となり、タイトルから「THE」が取り払われた。また、シリーズ初期はサンドロットの処女作『ギガンティック ドライブ』のゲームエンジンを流用して開発されており、SIMPLEシリーズ時代の低価格を実現していた。
ナンバリングタイトルでは2作品ごとに世界観を一新している。『THE 地球防衛軍』と『THE 地球防衛軍2』でストーリーは完結し、『地球防衛軍3』では新たな世界観を舞台にストーリーが始まり、次作の『地球防衛軍4』で完結している。『地球防衛軍5』でも新たな世界観で始まり、『地球防衛軍6』も同じ世界観でストーリーが続いている。
『1』では選択できる兵科はアサルトライフルやロケットランチャーなどの兵器を用いる「陸戦兵」のみであったが、続編の『2』からレーザー兵器やプラズマ兵器などを扱う女性飛行兵士の「ペイルウイング」が開発され追加された。新シリーズの『3』では陸戦兵のみになったが、外伝作品の『EARTH DEFENSE FORCE: INSECT ARMAGEDDON』では4種類のアーマーからプレイスタイルを選ぶ方式となり、『地球防衛軍3 PORTABLE』ではペイルウイングが復活を果たした。続編の『4』は陸戦兵の特徴を引き継ぐ「レンジャー」とペイルウイングの特徴を引き継ぐ「ウイングダイバー」に加え、味方に空爆やビークルの投下を要請して戦う「エアレイダー」と、強化外骨格を身にまとい両手に武器を持って戦う「フェンサー」が追加され、4兵科体制となった。『5』『6』は最初から4兵科体制である。
世界観が異なる外伝作品も数多く制作されており、舞台をアメリカのニューデトロイトにした『EARTH DEFENSE FORCE: INSECT ARMAGEDDON』や、異星体の攻撃で文明が後退した世界での戦いを描く『EARTH DEFENSE FORCE: IRON RAIN』が発売されている。また、THE 地球防衛軍2の世界観を土台にしたウォーシミュレーションの『THE 地球防衛軍タクティクス』、『地球防衛軍4.1』のスピンアウト作品として制作された縦スクロールシューティングの『地球防衛軍4.1 ウイングダイバー・ザ・シューター』といったゲームジャンルが異なる作品も展開されている。その他に地球防衛軍シリーズに登場する兵科や敵が一堂に会する異世界オールスター作品の『デジボク地球防衛軍』が制作されている。
ナンバリングタイトルは様々なプラットフォームに移植されているが、移植はクラインコンピュータエンタテインメントが担っている。

## シリーズ作品
発売日・配信開始日は日本国内のものを記述。
| 2003 | SIMPLE2000シリーズ Vol.31 THE 地球防衛軍              |
| 2004 |                                                       |
| 2005 | SIMPLE2000シリーズ Vol.81 THE 地球防衛軍2             |
| 2006 | SIMPLE2000シリーズ Vol.103 THE 地球防衛軍タクティクス |
| 2006 | THE 地球防衛軍 MOBILE（襲来編）                       |
| 2006 | 地球防衛軍3                                           |
| 2007 | THE 地球防衛軍 MOBILE（地底突入編）                   |
| 2007 | THE 地球防衛軍シューティング 出撃! ペイルウイング     |
| 2008 |                                                       |
| 2009 | 地球防衛軍3 Mobile                                    |
| 2010 | 地球防衛軍3D Mobile                                   |
| 2011 | 地球防衛軍 LEGEND                                     |
| 2011 | 地球防衛軍2 PORTABLE                                  |
| 2011 | EARTH DEFENSE FORCE: INSECT ARMAGEDDON                |
| 2012 | 地球防衛軍3 PORTABLE                                  |
| 2013 | 地球防衛軍4                                           |
| 2014 | 地球防衛軍2 PORTABLE V2                               |
| 2015 | 地球防衛軍4.1 THE SHADOW OF NEW DESPAIR               |
| 2016 | TAP WARS: 地球防衛軍4.1                               |
| 2017 | 地球防衛軍4.1 ウイングダイバー・ザ・シューター        |
| 2017 | 地球防衛軍5                                           |
| 2018 | 小説「地球防衛軍 ラムダチームの戦い」                 |
| 2019 | EARTH DEFENSE FORCE: IRON RAIN                        |
| 2020 | デジボク地球防衛軍                                    |
| 2021 | 地球防衛軍2 for Nintendo Switch                       |
| 2021 | 地球防衛軍3 for Nintendo Switch                       |
| 2022 | 地球防衛軍6                                           |
| 2022 | 地球防衛軍4.1 for Nintendo Switch                     |
| 2023 |                                                       |
| 2024 | デジボク地球防衛軍2                                   |

| タイトル                                              | バージョン別タイトル                                  | 発売日・配信開始日           | プラットフォーム                     | 開発会社                        | 備考                  |
| ----------------------------------------------------- | ----------------------------------------------------- | ---------------------------- | ------------------------------------ | ------------------------------- | --------------------- |
| 地球防衛軍                                            | SIMPLE2000シリーズ Vol.31 THE 地球防衛軍              | 2003年6月26日                | PS2                                  | サンドロット                    |                       |
| 地球防衛軍2                                           | SIMPLE2000シリーズ Vol.81 THE 地球防衛軍2             | 2005年7月28日                | PS2                                  | サンドロット                    |                       |
| 地球防衛軍2                                           | 地球防衛軍2 PORTABLE                                  | 2011年4月7日                 | PSP                                  | サンドロット                    |                       |
| 地球防衛軍2                                           | 地球防衛軍2 PORTABLE V2                               | 2014年12月11日               | PS Vita                              | サンドロット                    |                       |
| 地球防衛軍2                                           | 地球防衛軍2 for Nintendo Switch                       | 2021年7月15日                | Switch                               | サンドロット                    |                       |
| 地球防衛軍3                                           | 地球防衛軍3                                           | 2006年12月14日               | X360                                 | サンドロット                    |                       |
| 地球防衛軍3                                           | 地球防衛軍3 PORTABLE                                  | 2012年9月27日                | PS Vita                              | サンドロット                    |                       |
| 地球防衛軍3                                           | 地球防衛軍3 for Nintendo Switch                       | 2021年10月14日               | Switch                               | サンドロット                    |                       |
| 地球防衛軍4                                           | 地球防衛軍4                                           | 2013年7月4日                 | PS3/X360                             | サンドロット                    |                       |
| 地球防衛軍4                                           | 地球防衛軍4.1 THE SHADOW OF NEW DESPAIR               | 2015年4月2日 2016年7月19日   | PS4 Steam                            | サンドロット                    |                       |
| 地球防衛軍4                                           | 地球防衛軍4.1 for Nintendo Switch                     | 2022年12月22日               | Switch                               | サンドロット                    |                       |
| 地球防衛軍5                                           | 地球防衛軍5                                           | 2017年12月7日 2019年7月11日  | PS4 Steam                            | サンドロット                    |                       |
| 地球防衛軍6                                           | 地球防衛軍6                                           | 2022年8月25日 2024年7月25日  | PS5/PS4 Steam/EGS                    | サンドロット                    |                       |
| 外伝・スピンオフなど                                  |                                                       |                              |                                      |                                 |                       |
| SIMPLE2000シリーズ Vol.103 THE 地球防衛軍タクティクス | SIMPLE2000シリーズ Vol.103 THE 地球防衛軍タクティクス | 2006年7月27日                | PS2                                  | シンクアーツ                    |                       |
| EARTH DEFENSE FORCE: INSECT ARMAGEDDON                | EARTH DEFENSE FORCE: INSECT ARMAGEDDON                | 2011年7月7日 2011年12月15日  | PS3/X360 Steam                       | Vicious Cycle Software          | Steam版は日本語非対応 |
| 地球防衛軍4.1 ウイングダイバー・ザ・シューター        | 地球防衛軍4.1 ウイングダイバー・ザ・シューター        | 2017年11月22日 2018年4月26日 | PS4 Steam                            | クラウズ / ギガ連射（共同開発） |                       |
| EARTH DEFENSE FORCE: IRON RAIN                        | EARTH DEFENSE FORCE: IRON RAIN                        | 2019年4月11日 2019年10月15日 | PS4 Steam                            | ユークス                        |                       |
| デジボク地球防衛軍                                    | デジボク地球防衛軍                                    | 2020年12月24日 2021年5月27日 | Switch/PS4 Steam                     | ユークス                        |                       |
| デジボク地球防衛軍2                                   | デジボク地球防衛軍2                                   | 2024年5月23日 2024年9月26日  | Switch/PS5/PS4 Steam/EGS             | ユークス                        |                       |
| モバイル・アプリゲーム                                |                                                       |                              |                                      |                                 |                       |
| THE 地球防衛軍 MOBILE（襲来編）                       | THE 地球防衛軍 MOBILE（襲来編）                       | 2006年12月4日                | iモード/EZweb/Y!ケータイ             | インタラクティブブレインズ      | サービス終了          |
| THE 地球防衛軍 MOBILE（地底突入編）                   | THE 地球防衛軍 MOBILE（地底突入編）                   | 2007年1月22日                | iモード/EZweb/Y!ケータイ             | インタラクティブブレインズ      | サービス終了          |
| THE 地球防衛軍シューティング 出撃! ペイルウイング     | THE 地球防衛軍シューティング 出撃! ペイルウイング     | 2007年4月13日                | iモード/EZweb/Y!ケータイ             | ギガ連射                        | サービス終了          |
| 地球防衛軍3 Mobile                                    | 地球防衛軍3 Mobile                                    | 2009年8月17日 2013年1月4日   | iモード Android                      | ギガ連射                        | サービス終了          |
| 地球防衛軍3D Mobile                                   | 地球防衛軍3D Mobile                                   | 2010年12月4日                | Android                              | ギガ連射                        | サービス終了          |
| 地球防衛軍 LEGEND                                     | 地球防衛軍 LEGEND                                     | 2011年2月1日                 | iモード/EZweb/Y!ケータイ/Android/iOS |                                 | サービス終了          |
| TAP WARS: 地球防衛軍4.1                               | TAP WARS: 地球防衛軍4.1                               | 2016年12月26日               | Android/iOS                          | エスカドラ                      | サービス終了          |

## 小説
小説「地球防衛軍 ラムダチームの戦い」
2018年2月17日にポニーキャニオンより発刊。著者は真米栄吉。

## 記念企画
2023年6月26日、EDFシリーズ20周年を記念してスペシャルサイトと特別トレーラーを公開した。9月23日および24日の東京ゲームショウ2023では記念グッズが先行販売され、同年11月9日にはD3P WEB SHOPにて販売が開始された。Tシャツや大判フェイスタオル、タンブラー、クリアファイル、GR（グリムリーパー）トートバッグ、エンブレムハンドタオル、ステッカーが品目であり、12月上旬からはアクリルグッズランダム封入セットが加わった。11月30日にはナンバリングタイトルの楽曲、およびオリジナルブックレットを収録した「地球防衛軍 サウンドトラックコレクション 2003-2023」がD3P WEB SHOPとエビテン（ebiten）にて発売された。

## その他
2008年頃、Nokia端末のSNAP Mobileにて海外向けに「EARTH DEFENSE FORCE」が開発された。実際に配信されたかは不明である。Series 60をベースに開発され、サンドロットの監修を受けている。